# Reglament electrotècnic per a baixa tensió
El reglament electrotècnic per a baixa tensió, també conegut com a REBT, és el reglament de caràcter tècnic de seguretat industrial que recull el conjunt d'especificacions tècniques relatives al marc normatiu en el camp de les instal·lacions elèctriques de baixa tensió.
El REBT, estableix les condicions tècniques i garanties que han de complir les instal·lacions elèctriques connectades a una font de subministri en els límits de baixa tensió, els quals d'acord amb aquest reglament, són una tensió igual o inferior a 1.000 volts en corrent altern i una tensió igual o inferior a 1.500 volts en corrent continu. L'actual reglament, va substituir el reglament aprovat pel decret franquista 2413/1973, de 20 de setembre, el qual va ser vigent durant trenta anys. L'antic reglament va establir un esquema normatiu, basat en un reglament marc i unes instruccions tècniques complementàries (ITC), les quals desenvolupen aspectes específics. Aquest esquema, es va mantenir en el nou reglament i, és el format que s'utilitza en la majoria de reglaments tècnics de seguretat industrial.
A Espanya, l'actual REBT es va aprovar mitjançant el Reial Decret 842/2002, de 2 d'agost. Al territori administrat per la Generalitat de Catalunya, aquest és d'aplicació directa d'acord amb la disposició transitòria setena de la Llei 12/2008, del 31 de juliol, de seguretat industrial, la qual estableix que fins que el Govern català no aprovi els reglaments tècnics de seguretat industrial, pel que fa a les especificacions tècniques de seguretat relatives a les activitats i les instal·lacions industrials són aplicables els reglaments corresponents a la normativa de l'estat espanyol en matèria de seguretat industrial en tot allò que no entri en contradicció amb la normativa catalana.